# Bergskedjor i Peru
Bergskedjan Anderna som löper genom västra delen av Sydamerika delas i Peru upp i följande mindre bergskedjor. Sifferuppgifterna avser m ö.h., där inte annat anges. Nedan förtecknas samtliga toppar 5000 m ö.h. och högre.
Huvudkategori: Bergskedjor i Peru
Namn på bergskedja
Toppar i bergskedjan
Cordillera BLANCA (Áncash, Längd 200 km)
Huascarán 6768, Chopicalqui 6400, Huautsán 6395, Huandoy 6356, Copa 6270, Santa Cruz 6259, Pomabamba 6258, Carhuacatac 6171, Huichajanga 6127, Hualcán 6126, Alpamayo 6120, Chacrarajo 6120, Pucahirca 6100, Artesonraju 6025, Pyramide de Garcilaso 5885, Champarra 5754.
Cordillera HUAYHUASH (Längd 40 km)
Yerupajá 6632, Siulá 6356, Sarapo 6143, Jirishanca 6126, Rasac 6040, Rondoy 5880, Tsacra 5774, Puscanturpa 5652, Ninashanca 5637.
Cordillera VILCANOTA (Cusco, Längd 80 km)
Ausangate 6384, Colquecruz 6111, Yanalama 6111, Jatunhuma 6094, Huilayoc 6007, Callangate 6110, Yayamari 6000, Alcachaya 5779, Pachanta 5727, Capana 5725, Campa 5611, Yuracsaya 5577, Quinamari 5483, Surimani 5450.
Cordillera VILCANOTA (Cusco, Längd 100 km)
Sarkantay 6271, Pumasillo 6070, Lasanayoc 6000, Sacsarayoc 5994, Huamantay 5917, Panta 5840, Soray 5780, Quishuar 5775, Mitri 5750, Camballa 5720, Chequetacarpo 5520, Huayanay 5464, Salkantay 5219.
Cordillera AMPATO (Arequipa – Ayacucho, Längd 150 km)
Coropuna 6425, Ampato 6310, Solimana 6117, Hualcahualca 6050, Sabancayo 6040, Sarasara 6000, Firura 5447, Huarancante 5388, Calchis 5298, Ananta.
Cordillera APOLOBAMBA (Puno, Längd 50 km)
Chupaorko 6300, Palomani 6100, Salluyo 5999, Donegani 5900, Ananea 5852, Calijón 5835, Desio 5800, Palomani Grande 5767, Ninacuya 5421, Ritipata 5400, Sorapata 5324.
Cordillera URUBAMBA (Cusco, Längd 50 km)
Halancoma 6000, Saguasiray 5850, Chaiña Puerco 5777, Verónica 5750, Grau.- Yucay 5650, Sirijuani 5600, Media Luna 5527, Cancán 5400, Terjuay 5380, Marconi 5340, Chicón 5200.
Cordillera RAURA (Lima, Längd 40 km)
Santa Rosa 5717, Yarupa 5600, Patrón 5450, Caballero 5380, Matapaloma 5300, Torre Cristal 5300, Condorcenca 5200, Gonapirua 5200, Pichuycocha 5100, Rajujusunam 5000.
Cordillera VOLCANICA (Längd 100 km)
Chachani 6075, Misti 5821, Nocarane o Los Frailes 5777, Horquetilla 5664, Ubinas 5632, Hipcapac 5593, Pichu Pichu 5664, Sumbay 5298, Yungarave 5294, Chuca 5254.
Cordillera BARROSO (Moquegua – Tacna, Längd 100 km)
Tutupaca 5806, Chupiquina 5786, Barroso 5741, Coruña 5692, Larjanco 5611, Chorevado 5600, Chuquiananta 5577, Suri 5553, Achacollo 5500, Yucamané 5497, El Fraile 5491, Ticzane 5390, Pachianqui 5344.
Cordillera CENTRAL (Lima, Längd 100 km)
Cotoní 5817, Llongote 5781, Tullujute 5756, Tunshu 5708, Cochas 5700, Pishcahuacra 5490, Yanasinga 5420, Turuyoc 5396, Upianca 5395, Quepala 5360.
Cordillera LA VIUDA (Lima – Junín, Längd 60 km)
Rajuntay 5650, Rua - Santay 5477, Mishipañahui 5450, Chontas 5372, Alcoy 5350, Yanayana 5306, Chichicocha 5300, Collay 5259, Randón 5236, San Andrés 5210, Venturosa 5206, Jitra 5200, La Viuda 5106.
Cordillera CHILA (Arequipa, Längd 100 km)
Chillone 6000, Chila 5654, Casiri 5647, Mismi 5597, Surihviri 5561, Midiune 5523, Jatumpila 5518, Chungara 5286, Huagra 5239, Sani 5177, Pumasoto 5062, Inticancha 5061, Kerhuanta 5022.
Cordillera HUAYTAPALLANA (Junín, Längd 50 km)
Lasuntay 5720, Huaytapallana 5550, Chulla 5500, Cluspi 5400, Kunti 5200, Apocaza 5100, Hichu 5100, Huaytakaru 5000, Rurakrimi 5000, Yanacocha 5000.
Cordillera ORIENTAL (Längd 50 km)
Huagorundo 5879, Lecheraju 5460, Mathecos 5445, Pascorajo 5291, Huachón 5225, Arturo 5190, Jayco 5160, Tarata 5132, Talenga 5095, Suerococha 5040.
Cordillera CARABAYA (Puno, Längd 50 km)
Allincapac 5780, Chichicapac 5635, Huaynacapac 5600, Tridente 5600, Japuma 5544, Yuracapac 5500, Quinamari 5438, Uracapac 5200, Llóquesa 5100, Jatuncucho 5000.
Cordillera LA RAYA (Puno, Längd 150 km)
Cunurama 5846, Chimboya 5489, Condorama (Luli) 5271, Pomasi 5260, Pinaya 5240, Llancacha Lua 5233, Aricancha 5176.
Cordillera HUANZO (Ayacucho – Apurímac)
Ampay 5228, Malmanya 5211, Pallapalla 5185, Carhuarazo 5112, Nasama 5100, Inticancha 5081, Parcahirca 5048, Huashuacasa 5003, Parco 5000, Yaurihuiri 5000.
Cordillera CHONTA (Huancavelica, Längd 50 km)
Pachi 5400, Palomo 5305, Huamaranzo 5303, Choca 5231, Santa Bárbara 5200, Rosario 5418, Huayracasa 5100, Huacravilca 5060, Chontarajo 5000, San Francisco 5000.
Cordillera NEGRA (Áncash, Längd 150 km)
Rocarre 5187, Rico 5114, Rumicruz 5020